# В ночь лунного затмения (опера)
«В ночь лунного затмения» — башкирская опера, написанная в 1996 году композитором С. А. Низамутдиновым на либретто С. А. Низамутдинова и Р. М. Галеева.

## Описание
Опера «В ночь лунного затмения» написана в 1996 году башкирским композитором С. А. Низамутдиновым по трагедии Мустая Карима «Ай тотолган тондэ». В 1967 году за пьесу «В ночь лунного затмения» автору была присуждена премия РСФСР им. К. С. Станиславского. Премьера оперы состоялась в 1996 году в Башкирском государственном театре оперы и балета в Уфе.
Спектакль отличает эмоционально насыщенный музыкальный язык с интонациями башкирского, русского и европейского мелоса. В симфонизации оперы «В ночь лунного затмения» большое место занимает интонационно-тематический уровень. Ведущую роль здесь играет лейтмотивная система, при которой каждый персонаж имеет свою лейтхарактеристику в виде темы, мотива, ключевых интонаций.
Дирижёр — В. И. Платонов;
Режиссёры — постановщик Рустэм Галеев;
Сценограф — К. Д. Чарыев;
Хормейстер — Э. Х. Гайфуллина;
Балетместер — А. Х. Зубайдуллин.
В главных партиях Р. А. Башаров (Дервиш), а также:
| Действующие лица | Исполнители     |
| ---------------- | --------------- |
| Танкабика        | Т. А. Каминская |
| Шафак            | И. Ю. Романова  |
| Акъегет          | С. И. Власов    |
| Зубаржат         | Г. Ю. Бутолина  |
| Дивана           | Ф. З. Салихов   |

Опера была также показана в 1997 году в рамках Дней Башкортостана в Москве. В 1997 году опера выдвигалась на соискание Государственной премии имени Салавата Юлаева.

## Сюжет
Действие оперы происходит в XVII веке. В башкирской степи после гибели мужа правит старинным родом богатая и умная женщина Танкабика. Жизнь правительницы протекает в заботах о семье и хлопотах по дому. В семье растёт младший сын Ишмурза, средний сын Акъегет обручён с красавицей Зубаржат, старший сын Юлмурза скорот должен вернуться со службы русскому царю, его ждет молодая жена Шафак.
В первом действии показана стоянка Танкабики. Девушку Диуану, которую Аллах обидел разумом, Танкабика всегда привечает. Танкабика слывёт мудрой и справедливой женщиной.
Мимо проходил странник Дервиш. Он остановился отдохнуть на башкирской стоянке. Когда-то давно он знавал красавицу с именем Танкабика. Приходила хорошая новость — окончилась война, значит скоро вернется Юлмурза. Тут показались первые всадники, однако среди них нет сотника Юлмурзы. На горсть земли с его могилы ещё прольются горькие слезы матери и Шафак.
Во втором действии аксакалы решили, то Акъегету станет женой Шафак, а Зубаржат надо отдать за малолетку Ишмурзу
В третьем действии, покорившись судьбе, третий месяц живёт в одной юрте Шафак и Акъегет. В грусти и одиночестве проходят дни и ночи Шафак. Сердцем Акъегета по-прежнему принадлежит Зубаржат. Шафак известно, где её муж проводит ночи. И люди их рода осуждают его.
Дервиш мечтает о любви Шафак, и думает, что если она не отречется перед людьми от мужа, то он погасит Луну в полночь. Сегодня же в полночь и свершится затмение Луны!
Не выдерживая даже трех дней разлуки с Акъегетом, в его шатер приходит Зубаржат. Она говорит матери, что он будет лишь с Зубаржат. Но это является грехом и нарушение адата! Однако пусть лучше мир разрушится, а от Зубаржат он не отречется! Материнское сердце разбито. Раскаяния Танкабики разгневанная толпа не слышит. Луна погасла, из рода изгнаны Акъегет и Зубаржат. Но уже рождается новая Луна.